# Europski pravac E28
Europski pravac E28 (ukratko: E28) je europski pravac. Cesta povezuje sljedeće gradove: Berlin  u Njemačkoj, Szczecin , Koszalin , Słupsk , Gdynia , Gdanjsk  i Elbląg  u Poljskoj, Kalinjingrad (, Rusija), Vilnius , Litva) i Minsk  u Bjelorusiji. 